# Tourist Trophy 1963
Il Tourist Trophy fu la quarta prova del motomondiale 1963, nonché la 45ª edizione della prova.
Si svolse il 10, il 12 e l'14 giugno 1963 e vi corsero tutte le classi disputate in singolo (per la classe maggiore si trattò della prima prova stagionale), nonché i sidecar. Gareggiarono per prime il 10 giugno la 250 e i sidecar, il 12 si svolsero le gare della 50 e della 125, il 14 giugno quelle della 350 e della 500; tutte le prove si svolsero sul Circuito del Mountain.
I vincitori furono: Mike Hailwood si impose nella classe 500 in sella a MV Agusta, Jim Redman nella 350 e nella 250 su Honda, Hugh Anderson in 125 e Mitsuo Itoh in 50, entrambi su Suzuki; l'equipaggio svizzero Florian Camathias/Alfred Herzig si impose tra i sidecar.

## Classe 500
Al Senior TT, gara conclusiva del gran premio disputata venerdì 14 giugno, furono 63 i piloti alla partenza e 23 vennero classificati al termine della gara. Tra i piloti ritirati vi furono Alan Shepherd, Jack Findlay, Gyula Marsovszky e František Šťastný.

### Arrivati al traguardo (prime 20 posizioni)
| Pos. | Pilota               | Moto      | Tempo      | Punti |
| ---- | -------------------- | --------- | ---------- | ----- |
| 1    | Mike Hailwood        | MV Agusta | 2h 09:48.4 | 8     |
| 2    | John Hartle          | Gilera    | +1:13.4    | 6     |
| 3    | Phil Read            | Gilera    | +5:53.8    | 4     |
| 4    | Mike Duff            | Matchless | +7:00.4    | 3     |
| 5    | Joe Dunphy           | Norton    | +10:20.6   | 2     |
| 6    | Fred Stevens         | Norton    | +10:22.8   | 1     |
| 7    | Paddy Driver         | Matchless | +10:59.2   |       |
| 8    | Bill Smith           | Matchless | +11:31.0   |       |
| 9    | Jack Ahearn          | Norton    | +11:36.8   |       |
| 10   | Ellis Boyce          | Norton    | +12:15.0   |       |
| 11   | Brian Setchell       | Norton    | +13:01.6   |       |
| 12   | Maurice Low          | Matchless | +14:18.6   |       |
| 13   | Sid Mizen            | Norton    | +14:18.8   |       |
| 14   | Sven-Olov Gunnarsson | Norton    | +15:11.8   |       |
| 15   | Michael McStay       | Norton    | +16:13.8   |       |
| 16   | Roland Föll          | Matchless | +16:21.6   |       |
| 17   | Derek Woodman        | Matchless | +17:38.4   |       |
| 18   | Louis Carr           | Matchless | +18:36.8   |       |
| 19   | William McCosh       | Matchless | +19:04.4   |       |
| 20   | Derek Lee            | Matchless | +19:11.2   |       |

## Classe 350
La gara si è disputata il 14 giugno; allo Junior TT furono 77 i piloti alla partenza e 43 quelli classificati al termine della corsa. Tra i ritirati vi furono Mike Hailwood, Gyula Marsovszky, Tommy Robb e Phil Read.

### Arrivati al traguardo (prime 10 posizioni)
| Pos. | Pilota            | Moto   | Tempo      | Punti |
| ---- | ----------------- | ------ | ---------- | ----- |
| 1    | Jim Redman        | Honda  | 2h 23:08.2 | 8     |
| 2    | John Hartle       | Gilera |            | 6     |
| 3    | František Šťastný | Jawa   |            | 4     |
| 4    | Syd Mizen         | AJS    |            | 3     |
| 5    | Jack Ahearn       | Norton |            | 2     |
| 6    | Mike Duff         | AJS    |            | 1     |
| 7    | Maurice Low       | AJS    |            |       |
| 8    | Derek Woodman     | AJS    |            |       |
| 9    | Paddy Driver      | AJS    |            |       |
| 10   | Ellis Boyce       | Norton |            |       |

## Classe 250
Nel Lightweight TT, in programma il 10 giugno, furono 53 i piloti alla partenza e 18 quelli classificati al termine della prova. Tra i ritirati vi furono Jack Findlay, Luigi Taveri, Kunimitsu Takahashi, Barry Smith e Ralph Bryans.
Questa gara rappresentò anche il ritorno della Yamaha alle gare dell'Isola di Man, ottenendo anche il suo primo piazzamento sul podio.

### Arrivati al traguardo (prime 10 posizioni)
| Pos. | Pilota           | Moto       | Tempo      | Punti |
| ---- | ---------------- | ---------- | ---------- | ----- |
| 1    | Jim Redman       | Honda      | 2h 23:13.2 | 8     |
| 2    | Fumio Itō        | Yamaha     |            | 6     |
| 3    | Bill Smith       | Honda      |            | 4     |
| 4    | Hiroshi Hasegawa | Yamaha     |            | 3     |
| 5    | Tommy Robb       | Honda      |            | 2     |
| 6    | John Kidson      | Moto Guzzi |            | 1     |
| 7    | Jack Isherwood   | NSU        |            |       |
| 8    | Alan Harris      | Greeves    |            |       |
| 9    | Dan Shorey       | Bultaco    |            |       |
| 10   | Denis Gallagher  | Velocette  |            |       |

## Classe 125
Nell'Ultra-Lightweight TT, disputato il 12 giugno, furono 53 i piloti alla partenza e 33 classificati al traguardo. Tra i ritirati Fred Stevens, Bill Ivy e Mike Duff.

### Arrivati al traguardo (prime 10 posizioni)
| Pos. | Pilota              | Moto   | Tempo      | Punti |
| ---- | ------------------- | ------ | ---------- | ----- |
| 1    | Hugh Anderson       | Suzuki | 1h 16:05.0 | 8     |
| 2    | Frank Perris        | Suzuki |            | 6     |
| 3    | Ernst Degner        | Suzuki |            | 4     |
| 4    | Luigi Taveri        | Honda  |            | 3     |
| 5    | Bert Schneider      | Suzuki |            | 2     |
| 6    | Jim Redman          | Honda  |            | 1     |
| 7    | Tommy Robb          | Honda  |            |       |
| 8    | Kunimitsu Takahashi | Honda  |            |       |
| 9    | Ralph Bryans        | Honda  |            |       |
| 10   | Gary Dickinson      | Honda  |            |       |

## Classe 50
Nella gara riservata alla cilindrata minore furono 18 i piloti alla partenza e 8 risulta abbiano passato la linea del traguardo. Tra i ritirati Ernst Degner, Alberto Pagani, Dave Simmonds e Bert Schneider.
La vittoria di Mitsuo Itoh rappresentò anche il primo successo di un pilota giapponese al Tourist Trophy.

### Arrivati al traguardo
| Pos. | Pilota               | Moto           | Tempo      | Punti |
| ---- | -------------------- | -------------- | ---------- | ----- |
| 1    | Mitsuo Itoh          | Suzuki         | 1h 26:10.6 | 8     |
| 2    | Hugh Anderson        | Suzuki         |            | 6     |
| 3    | Hans-Georg Anscheidt | Kreidler       |            | 4     |
| 4    | Isao Morishita       | Suzuki         |            | 3     |
| 5    | Michio Ichino        | Suzuki         |            | 2     |
| 6    | Ian Plumridge        | Honda          |            | 1     |
| 7    | Bill Ivy             | Sheene special |            |       |
| 8    | Mike Simmonds        | Tohatsu        |            |       |

## Sidecar TT
Si trattò della 73ª prova disputata per le motocarrozzette dall'istituzione del motomondiale. Disputata il 10 giugno sulla distanza di tre giri, furono 36 equipaggi alla partenza e 24 al traguardo.

### Arrivati al traguardo (posizioni a punti)
| Pos | Pilota            | Passeggero     | Moto      | Tempo      | Punti |
| --- | ----------------- | -------------- | --------- | ---------- | ----- |
| 1   | Florian Camathias | Alfred Herzig  | FCS-BMW   | 1h 16:51.0 | 8     |
| 2   | Fritz Scheidegger | John Robinson  | BMW       |            | 6     |
| 3   | Alan Birch        | Peter Birch    | BMW       |            | 4     |
| 4   | Dieter Hess       | Alfred Herzig  | BMW       |            | 3     |
| 5   | Georg Auerbacher  | Beno Heim      | BMW       |            | 2     |
| 6   | Colin Seeley      | Wally Rawlings | Matchless |            | 1     |